# Стјуардеса (ТВ серија)
Стјуардеса (енгл. The Flight Attendant) америчка је драмедијска стриминг-телевизијска серија чији је аутор Стив Јоки. Темељи се на истоименом роману Криса Бохџалијана из 2018. године. Насловну улогу глуми Кејли Квоко. Премијерно је приказана 26. новембра 2020. године. У децембру 2020. серија је обновљена за другу сезону, која је премијерно приказана 21. априла 2022. године.

## Радња
Америчка стјуардеса Кеси Боуден је безобзирна алкохоличарка која пије током летова и проводи време у сексу са странцима, укључујући и своје путнике. Када се пробуди у хотелској соби у Бангкоку са мамурлуком од претходне ноћи, открива мртво тело путника на свом последњем лету како лежи поред ње са пререзаним вратом. У страху да позове полицију, она чисти место злочина, а затим се придружује посади друге авио-компаније која путује на аеродром. У Њујорку је сачекају агенти Федералног истражног бироа који је испитују о преседању у Бангкоку. Кеси покушава да схвати шта се могло догодити кобне ноћи, док такође пати од повремених флешбекова/халуцинација.
Друга сезона се одвија годину дана након догађаја из претходне сезоне. Кеси сада ради на пола радног времена за Централну обавештајну агенцију, где прати људе током времена које има између летова. Годину дана је трезна, редовни је члан Анонимних алкохоличара, а преселила се у Лос Анђелес, где има новог дечка Марка. Током задатка у Берлину, њену мету убије жена која се претвара да је она. Прогоне је слике њене двојнице и покушава да открије ко је заправо она, док поново пати од халуцинација, овога пута прошлих верзија себе које покушавају да је убеде да се врати ономе што је некада била.

## Улоге

### Главне
- Кејли Квоко као Кеси Боуден
- Михил Хаусман као Алекс Соколов (1. сезона)
- Зосија Мамет као Ени Мурадијан
- Т. Р. Најт као Дејви Боуден (1. сезона; споредна улога у 2. сезони)
- Мишел Гомез као Миранда Крофт (1. сезона; гостујућа улога у 2. сезони)
- Колин Вудел као Бакли Бер (1. сезона)
- Мерл Дандриџ као Ким Хамонд (1. сезона)
- Грифин Метјуз као Шејн Еванс
- Нолан Џерард Фанк као Ван Вајт (1. сезона)
- Роузи Перез као Меган Бриско
- Дениз Акдениз као Макс (2. сезона; споредна улога у 1. сезони)
- Мо Макреј као Бенџамин Бери  (2. сезона)
- Кали Хернандез као Габријела Дијаз (2. сезона)
- Џозеф Џулијан Сорија као Естебан Дијаз (2. сезона)
- Шерил Хајнс као Дот Карлсон (2. сезона)

### Споредне
- Тери Серпико као Бил Бриско (1. сезона)
- Џејсон Џоунс као Хенк Хауден (1. сезона)
- Алберт Фреца као Енрико (1. сезона)
- Биби Нојвирт као Дајана Карајл (1. сезона)
- Јаша Џексон као Џејда Харис
- Ајша Блакер као Нејт (1. сезона)
- Стефани Коуниг као Сабрина Ознович (1. сезона)
- Ричи Костер као Виктор (1. сезона)
- Ен Магнусон као Џенет Соколов (1. сезона)
- Брус Баек као Хак Ох-Сеонг или Хок
- Бријана Квоко као Сесилија
- Дејвид Јаконо као Илај Бриско
- Меј Мартин као Грејс Сент Џејмс (2. сезона)
- Џеси Енис као Џени (2. сезона)
- Сантијаго Кабрера као Марко (2. сезона)
- Шоре Агдашлу као Бренда (2. сезона)
- Ерик Пасоја као Џим Џоунс (2. сезона)
- Маргарет Чо као Чарли Утада (2. сезона)
- Алана Убак као Карол Аткинсон (2. сезона)
- Шерон Стоун као Лиса Боуден (2. сезона)
- Изабела Мико као Чери (2. сезона)

## Епизоде
| Сезона | Сезона | Епизоде | Оригинално емитовање | Оригинално емитовање | Оригинално емитовање | Емитовање у Србији | Емитовање у Србији | Емитовање у Србији |
| Сезона | Сезона | Епизоде | Премијера            | Финале               | Мрежа                | Премијера          | Финале             | Мрежа              |
| ------ | ------ | ------- | -------------------- | -------------------- | -------------------- | ------------------ | ------------------ | ------------------ |
|        | 1.     | 8       | 26. новембар 2020.   | 17. децембар 2020.   |                      | 27. новембар 2020. | 18. децембар 2020. |                    |
|        | 2.     | 8       | 21. април 2022.      | 26. мај 2022.        | 22. април 2022.      | 27. мај 2022.      |                    |                    |

### 1. сезона (2020)
| Бр. еп. (укупно) | Бр. еп. (у сезони) | Наслов                | Редитељ       | Сценариста                            | Премијера          | Прод. код |
| --- | ------------------ | --------------------- | ------------- | ------------------------------------- | ------------------ | --------- |
| 1 | 1                  |                       | Сузана Фогел  | Стив Јоки                             | 26. новембар 2020. |           |
| Стјуардеса Кеси Боуден проведе екстравагантну, романтичну и веома пијану ноћ у Бангкоку. Кад се пробуди у ужасавајућем хаосу, Кеси мора да остане прибрана да би успела да се врати назад у САД где је чека још невоља.                                  |                    |                       |               |                                       |                    |           |
| 2 | 2                  |                       | Сузана Фогел  | Стив Јоки                             | 26. новембар 2020. |           |
| Уздрмана сопственим лажима и под притиском Федералног истражног бироа, Кеси не послуша савет своје адвокатице и најбоље пријатељице Ени, већ покуша да нађе Алексову загонетну пословну сарадницу Миранду, што доведе до бизарних и шокантних резултата. |                    |                       |               |                                       |                    |           |
| 3 | 3                  |                       | Том Вон       | Кара Ли Кортрон и Рајан Џенифер Џоунс | 26. новембар 2020. |           |
| Вративши се из Рима и откривши да јој је неко провалио у стан, Кеси удвостручи напоре да нађе Миранду, чак и ако то значи упад на шампањцем натопљено опело Алекса Соколова у његовом породичном дому. Ствари не иду добро.                              |                    |                       |               |                                       |                    |           |
| 4 | 4                  |                       | Џон Стрикланд | Ијан Вајнрик                          | 3. децембар 2020.  |           |
| Кеси прати свој траг докумената до сумњиво празног приватног авиона. Касније, посета брата Дејвија и његове породице примора Кеси да се суочи са успоменама на своје „неконвенционално” детињство.                                                       |                    |                       |               |                                       |                    |           |
| 5 | 5                  |                       | Глен Винтер   | Тикона С. Џој                         | 3. децембар 2020.  |           |
| Са Мирандом која јој је на трагу и Дефералним истражним бироом који се приближава, Кеси ангажује Макса за план који укључује провалу, рачунарску превару и превише вотке. У међувремену, Енин живот на послу достигне судбоносни заокрет.                |                    |                       |               |                                       |                    |           |
| 6 | 6                  |                       | Бејтан Силва  | Џес Мајер                             | 10. децембар 2020. |           |
| Потресена због велике свађе са Ени, Кеси се упусти у пијану теревенку која се заврши сломом. |                    |                       |               |                                       |                    |           |
| 7 | 7                  |                       | Маркос Сијега | Мередит Лавандер и Марси Јулин        | 10. децембар 2020. |           |
| Кеси је приморана да сарађује са неочекиваним савезником. Меганин живот прети да ће се срушити кад њен муж почне да поставља питања. |                    |                       |               |                                       |                    |           |
| 8 | 8                  | Arrivals & Departures | Маркос Сијега | Стив Јоки                             | 17. децембар 2020. |           |
| Кеси се нађе лицем у лице са Алексовим убицом. Ени сарађује са ФБИ-јем. Меган отворено призна. |                    |                       |               |                                       |                    |           |

### 2. сезона (2022)
| Бр. еп. (укупно) | Бр. еп. (у сезони) | Наслов | Редитељ      | Сценариста                        | Премијера       | Прод. код   |
| --- | ------------------ | ------ | ------------ | --------------------------------- | --------------- | ----------- |
| 9 | 1                  |        | Силвер Три   | Стив Јоки                         | 21. април 2022. |             |
| Трезна скоро годину дана, Кеси је почела нови живот у Лос Анђелесу с Марком, новим дечком пуним подршке. Али због тезге са стране у својству Цијине сараднице, Кеси се ускоро нађе у мистериозном међународном убиству. Поново.   |                    |        |              |                                   |                 |             |
| 10 | 2                  |        | Силвер Три   | Елизабет Бенџамин и Џес Мајер     | 21. април 2022. |             |
| Пошто открије своју тезгу Ени и Максу, Кеси креће да нађе жену која ју је глумила — и усредсређује се на нову тајанствену стјуардесу Грејс.                                                                                       |                    |        |              |                                   |                 |             |
| 11 | 3                  |        | Џенифер Фанг | Луиза Ливи и Рајан Џенифер Џоунс  | 28. април 2022. | (U13.14703) |
| Шифрована порука води Кеси у потрагу за Меган у Рејкјавику, а Шејн постаје сумњичав због непредвидљивих путовања своје пријатељице. Назад у Лос Анђелесу, Ени и Макс наилазе на неочеиване турбуленције.                          |                    |        |              |                                   |                 |             |
| 12 | 4                  |        | Џенифер Фанг | Натали Чајдез и Харуна Ли         | 28. април 2022. |             |
| Након што је покушала да безбедно извуче Меган из Рејкјавика, Кеси се плаши да јој је намештено убиство кад су два тела пронађена у Ехо парку.                                                                                    |                    |        |              |                                   |                 |             |
| 13 | 5                  |        | Пит Чатмон   | Лиз Сагал и Стив Јоки             | 5. мај 2022.    |             |
| Пошто је пронашла потенцијално инкриминишуц́е фотографије у Бенџаминовој канцеларији, Кеси тражи уверавања од Шејна — и наставља да избегава Марка — док Меган тражи веома важан сеф.                                              |                    |        |              |                                   |                 |             |
| 14 | 6                  |        | Силвер Три   | Ијан Вајнрик и Кристин Лејн Такер | 12. мај 2022.   |             |
| Кеси се суочава с тешким истинама о свом путу одвикавања од алкохола док је у посети мајци, а Меган покушава да се поново повеже с породицом која оклева да је прими назад.                                                       |                    |        |              |                                   |                 |             |
| 15 | 7                  |        | Силвер Три   | Џес Мајер                         | 19. мај 2022.   |             |
| Уз Шејнову помоћ, Кеси прати траг о низу убистава — које несумњиво упућују на једног главног осумњиченог. После сусрета с мистериозним човеком повезаним са Севернокорејцима, Меган почиње да брине за безбедност своје породице. |                    |        |              |                                   |                 |             |
| 16 | 8                  |        | Силвер Три   | Стив Јоки                         | 26. мај 2022.   |             |
| Још увек у шоку због свих дешавања, Кеси успева да полако сложи коцкице у великој завери. Пошто стигне у Лос Анђелес, Меган хоће да се помири са Шејном и започиње ново поглавље у свом животу.                                   |                    |        |              |                                   |                 |             |